# Потаське лісництво
По́таське лісництво — структурний підрозділ Уманського лісового господарства Черкаського обласного управління лісового та мисливського господарства.
Офіс знаходиться в селі Поташ Тальнівського району Черкаської області.

## Лісовий фонд
Лісництво охоплює ліси більшої частини Тальнівського району, окрім його східної та північно-східної частин.
Сюди входить:
- урочище Кругляк, ліс Сотників, урочище Парк, урочище Зарудня, урочище Довжик, Малий Шалашський ліс.

## Об'єкти природно-заповідного фонду
У віданні лісництва перебувають:
- Синюський ландшафтний заказник
- заповідне урочище Берези
- заповідне урочище Діброва Ф. І. Дубковецького
- заповідне урочище Стінка
- Тальнівський парк — парк-пам'ятка садово-паркового мистецтва
- ботанічна пам'ятка природи Насадження сосни Веймутової
- ботанічна пам'ятка природи Насадження сосни кримської
- ботанічна пам'ятка природи Одинокі дерева бука
- ботанічна пам'ятка природи Одинокі дерева софори